# Nauvoo (Illinois)
Nauvoo er en by i Hancock County, Illinois i USA med 1.149 pr. 2010. På hebraisk betyder navu "at være smuk". Byen er især kendt som en af de vigtigste byer i mormonismens historie, hvilket tiltrækker mange mormonske turister. Mormonismens grundlægger er begravet i byen. På trods af byens mormonske historie er størstedelen af indbyggerne katolikker. De fleste historiske bygninger i byen, som spillede en rolle i mormonismens historie, er ejet af enten Kristi Samfund eller mormonkirken, resten ejes af mindre mormonsekter.